# Il figlio del disertore
Il figlio del disertore (Tom Brown of Culver) è un film del 1932 diretto da William Wyler.

## Distribuzione
Distribuito dall'Universal Pictures, il film uscì nelle sale cinematografiche statunitensi il 1º luglio 1932. In Italia, distribuito dall'Universal, ottenne il visto di censura 27695 nel marzo 1933.